# John Theophilus Desaguliers
John Theophilus Desaguliers (12 tháng 3 năm 1683 - 29 tháng 2 năm 1744) là triết gia tự nhiên, giáo sĩ, kĩ sư, thành viên Hội Tam Điểm người Anh gốc Pháp, được bầu vào Hội Hoàng gia năm 1714 với tư cách trợ lí thử nghiệm cho Isaac Newton. Ông đã nghiên cứu tại Oxford và sau đó phổ biến các lí thuyết của Newton và các ứng dụng thực tế của chúng trong các bài giảng. Là thành viên Hội Tam Điểm, ông đóng vai trò quan trọng trong việc thành lập Đại Hội quán (Grand Lodge) của Hội Tam Điểm đầu tiên ở Luân Đôn và từng là Grand Master thứ ba của tổ chức này. John Theophilus Desaliers còn nổi tiếng là người duy nhất ba lần được trao Huy chương Copley.